# Эверест, Джордж
Сэр Джордж Э́верест, оригинальное произношение фамилии И́врист (англ. Sir George Everest; 4 июля 1790 года, Крикхауэлл, Поуис, Уэльс — 1 декабря 1866 года, Гринвич, Лондон, Англия) — валлийский географ, который участвовал в Великом тригонометрическом исследовании и занимал пост главного геодезиста Индии с 1830 по 1843 год.
За год до смерти его имя было присвоено Королевским географическим обществом Пику XV, который ныне считается высочайшей вершиной мира, хотя сам Эверест был против этого присвоения.

## Биография
После обучения в военно-инженерной школе Эверест поступил в 1806 году на службу в Британскую Ост-Индскую компанию и провёл следующие 7 лет в Бенгалии. Во время английской оккупации голландской Ост-Индии Эвересту было поручено геодезическое обследование острова Ява.
С 1818 по 1843 годы Эверест работал в геодезической службе Индии, дослужившись до чина полковника. Ему удалось поднять индийскую геодезию и картографию на новый[какой?] уровень, под его руководством были зафиксированы высочайшие горные вершины Гималаев, однако без измерения их высоты.
В 1827 году, пребывая 5 лет на лечении в Великобритании, он был избран членом Королевского географического общества.
В 1843 году, уже будучи полковником, Джордж Эверест выходит в отставку и возвращается в Англию. Там он обзаводится семьёй, в которой родились 6 детей.
В 1861 году — удостоен рыцарского титула. С 1862 года — вице-президент Королевского географического общества.
В 1852 году ученику Эвереста Эндрю Скотту Во удалось определить высоту зафиксированных Джорджем гималайских вершин. Он приходит к выводу, что один из этих горных пиков является высочайшей точкой мира. А в 1865 году этой вершине было присвоено имя Эвереста в знак его географических заслуг. Стоит заметить, что сам Эверест был против этого. Однако его именитые коллеги из Королевского географического общества настояли на своём.
Учёный скончался в Гринвиче 1 декабря 1866 года и был похоронен в Хове (Англия).
Племянница сэра Джорджа, Мэри Эверест (англ. Mary Everest), была супругой знаменитого английского математика Джорджа Буля и матерью писательницы Этель Лилиан Войнич.